# 나카시오 다이키
나카시오 다이키(일본어: 中塩 大貴, 1997년 6월 8일~)는 일본의 축구 선수이다.

## 구단 경력
그는 2020년 J2리그의 방포레 고후에 입단했다. 2021년 J1리그의 요코하마 FC로 이적했다. 2021년후 J2리그에 강등했다. 2022년 8월 J3리그의 기라반츠 기타큐슈로 이적했다. 2023년부터 2024년까지 J2리그의 더스파 군마에서 뛰었다. 2025년 J3리그의 SC 사가미하라로 이적했다.